# Doreen Engel
Doreen Engel (* 8. Februar 1982 in Schwerin) ist eine deutsche Volleyballspielerin.

## Karriere
Engel begann ihre Karriere als Jugendliche beim Schweriner SC. Ihre Eltern Cornelia Rickert (Olympiateilnehmerin 1976) und Peter Engel spielten zu DDR-Zeiten für den SC Traktor Schwerin. Mit fünfzehn Jahren wechselte sie zum Dresdner SC. In ihrer ersten Saison in der Bundesligamannschaft gelang ihr 2002 der Sieg im DVV-Pokal sowie die deutsche Vizemeisterschaft. 2005 wechselte sie zum USC Münster, mit dem sie erneut das Endspiel im DVV-Pokal erreichte. Im Sommer 2009 ging die Zuspielerin zum österreichischen Europapokalteilnehmer SVS Post Wien, aber in der Winterpause kehrte sie bereits zurück in die Bundesliga zum Köpenicker SC. 2011 wurde sie von Smart Allianz Stuttgart verpflichtet. 2012 wechselte sie zum SC Potsdam, wo sie 2015 ihre Karriere beendete.